# Budova České průmyslové banky (Praha)
Budova České průmyslové banky či Palác České průmyslové banky byl novoklasicistně-secesní bankovní palác, který stál na parcele č. p. 988/31 v ulici Na příkopě na Novém Městě, 110 00 Praha 1, postavený podle návrhu architekta Friedricha Ohmanna a malíře Viktora Olivy. Bývá považován za vůbec první budovu se secesními prvky postavenou v Praze. Byla stržena roku 1936 v rámci výstavby paláce Broadway, dokončeného roku 1938.

## Dějiny budovy

### Výstavba
Stavbu zadalo před rokem 1897 vedení v Praze sídlící České průmyslové banky, jednoho z největších českých bankovních ústavů té doby, kanceláři rakousko-českého architekta Friedricha Ohmanna. Autorem návrhu secesního průčelí, a patrně i prvků interiérů, se stal malíř Viktor Oliva, zhotovil je pak štukatér Celda Klouček. Výstavba pak proběhla v letech 1897 až 1898. Spolu s prostory banky vznikla v prostorách paláce také kavárna Café Corso.

### Demolice
V polovině 30. let 20. století rozhodnuto o výstavbě nové funkcionalistické budovy na místě původního bankovního domu. K demolici došlo roku 1936, výstavba byla dokončena roku 1938 dle návrhu architektů Bohumíra Kozáka a Antonína Černého z let 1936–1938. Od roku 1994 je kulturní památkou.
V nové budově pak vznikl mj. kinosál Broadway, pozdější divadlo Broadway. Zhruba v místech hlavního vchodu původního paláce vznikla průchozí pasáž spojující ulice Na příkopě a Celetná.

## Architektura stavby

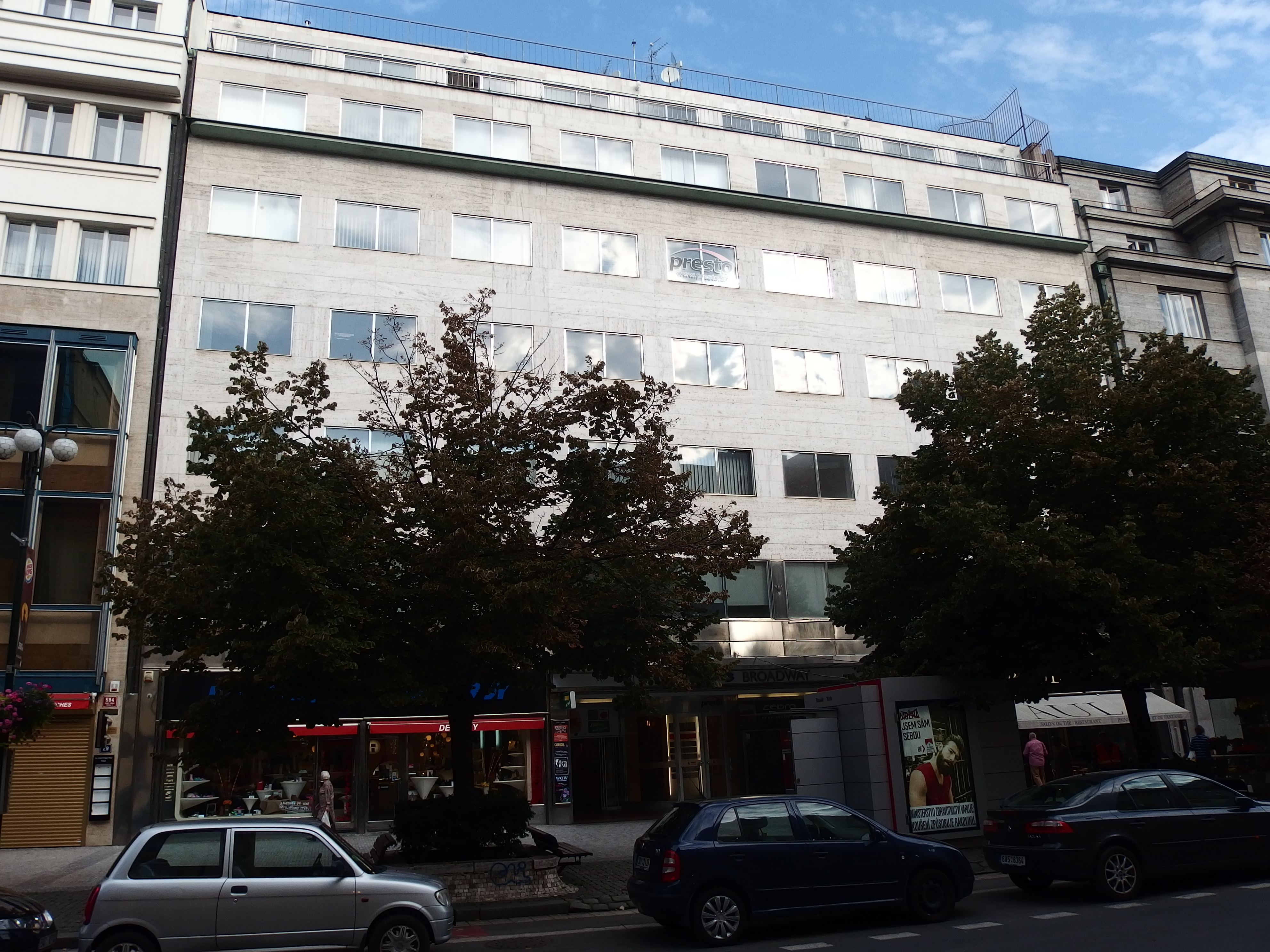
Palác Broadway, Na příkopě 31; postaven 1936-1938

Bankovní budova byla vystavěna na podlouhlém pozemku s hlavní orientací do ulice Na příkopě, svou zadní částí pak již přilehající k zadní části parcel domů v Celetné ulici. Stavba měla čtyři podlaží: komerčně využité přízemí s obchodními prostory a dále čtyři nadzemní podlaží s kancelářskými místnostmi. Bohatě zdobená fasáda nesla Olivou navrženou štukovou a sgrafitovou výzdobu a také štukový nápis.